# Symonanthus
Symonanthus är ett släkte av potatisväxter. Symonanthus ingår i familjen potatisväxter.
Kladogram enligt Catalogue of Life:
| Symonanthus | \| \| Symonanthus aromaticus \| \| \| \| \| \| Symonanthus bancroftii \| \| \| \| |
|             | \| \| Symonanthus aromaticus \| \| \| \| \| \| Symonanthus bancroftii \| \| \| \| |
|             | Symonanthus aromaticus                                                            |
|             |                                                                                   |
|             | Symonanthus bancroftii                                                            |
|             |                                                                                   |